# Weardley
Weardley är en by i civil parish Harewood, i distriktet Leeds, i grevskapet West Yorkshire, i England. Byn är belägen 11 km från Wetherby. Weardley var en civil parish 1866–1925 när blev den en del av Harewood. Civil parish hade 94 invånare år 1931. Byn nämndes i Domedagsboken (Domesday Book) år 1086, och kallades då Wardam/Warde/Wartle.